# Lorenzo Lotto

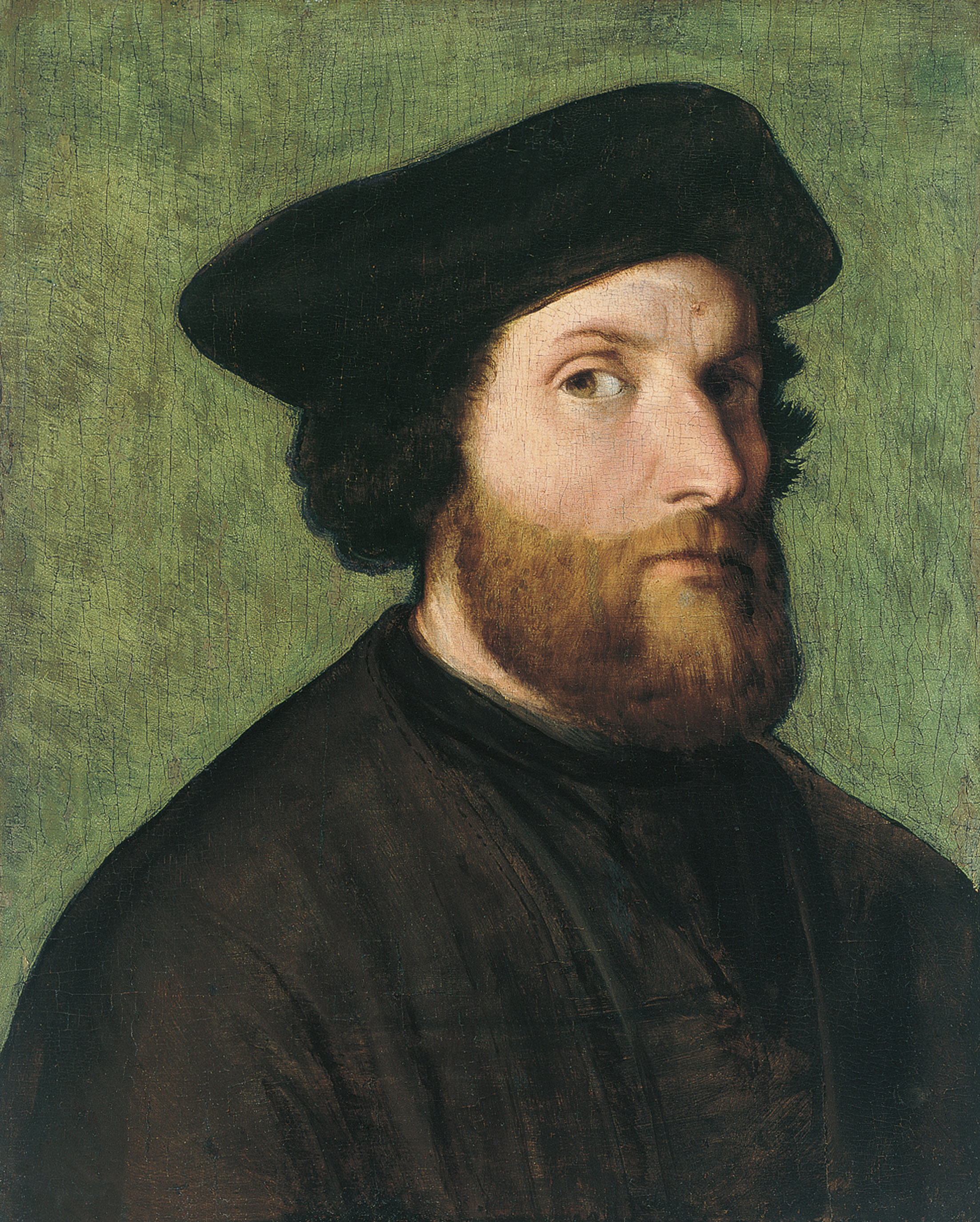
Lorenzo Lotto, autoportret

Lorenzo Lotto (c. 1480 – 1556) a fost un pictor, desenator și grafician renascentist italian, reprezentant al Școlii venețiene.
A realizat în special portrete și picturi cu tematică religioasă.
Prin stilul său excentric, marcat de o ușoară nervozitate și prin reprezentările sale distorsionate, prefigurează manierismul din secolul al XVI-lea.

## Biografie
Viața sa este o continuă peregrinare:
Născut la Veneția în  jurul anului 1480, lucrează la Treviso în perioada 1503–1506, apoi în regiunea Marche între 1506 și 1508, ca următorii doi ani (1508 - 1510) să îi petreacă la Roma.
O perioadă o petrece la Bergamo (1513 - 1525), iar ca pentru un interval mai lung (1525–1549) revine în Veneția.
În anul 1549 vine la Ancona, an începând cu care petrece restul vieții la mănăstirea din Loreto.

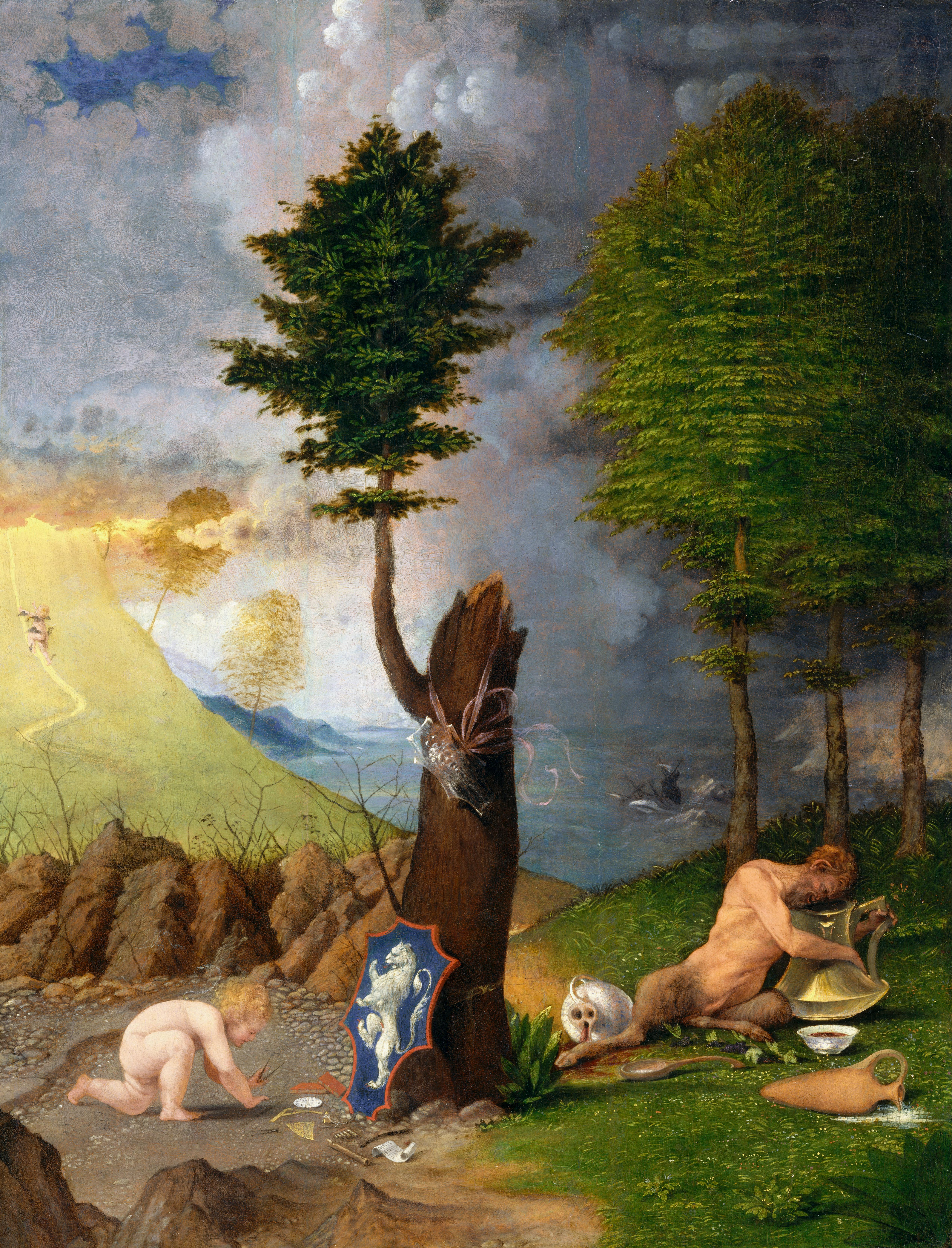
Alegoria viciului și virtuții (1505), National Gallery of Art, Washington, D.C.

### Tinerețea
Despre perioada tinereții sale nu există date exacte.
Se pare că s-a născut la Veneția în jurul anului 1480.
Studiază la unul din pictorii venețieni Giovanni Bellini sau Alvise Vivarini.
Influența lui Bellini este vizibilă în lucrarea Fecioara și Pruncul cu Sf. Gerome din 1506.
Totuși în portretele sale și mai ales în lucrarea Alegoria viciului și a virtuții din 1505 se poate remarca stilul naturalist al lui Giorgione.
Pe măsura maturizării, stilul lui Lotto a evoluat de la clasicismul lui Giorgione la dramatismul vibrant al lui Correggio.

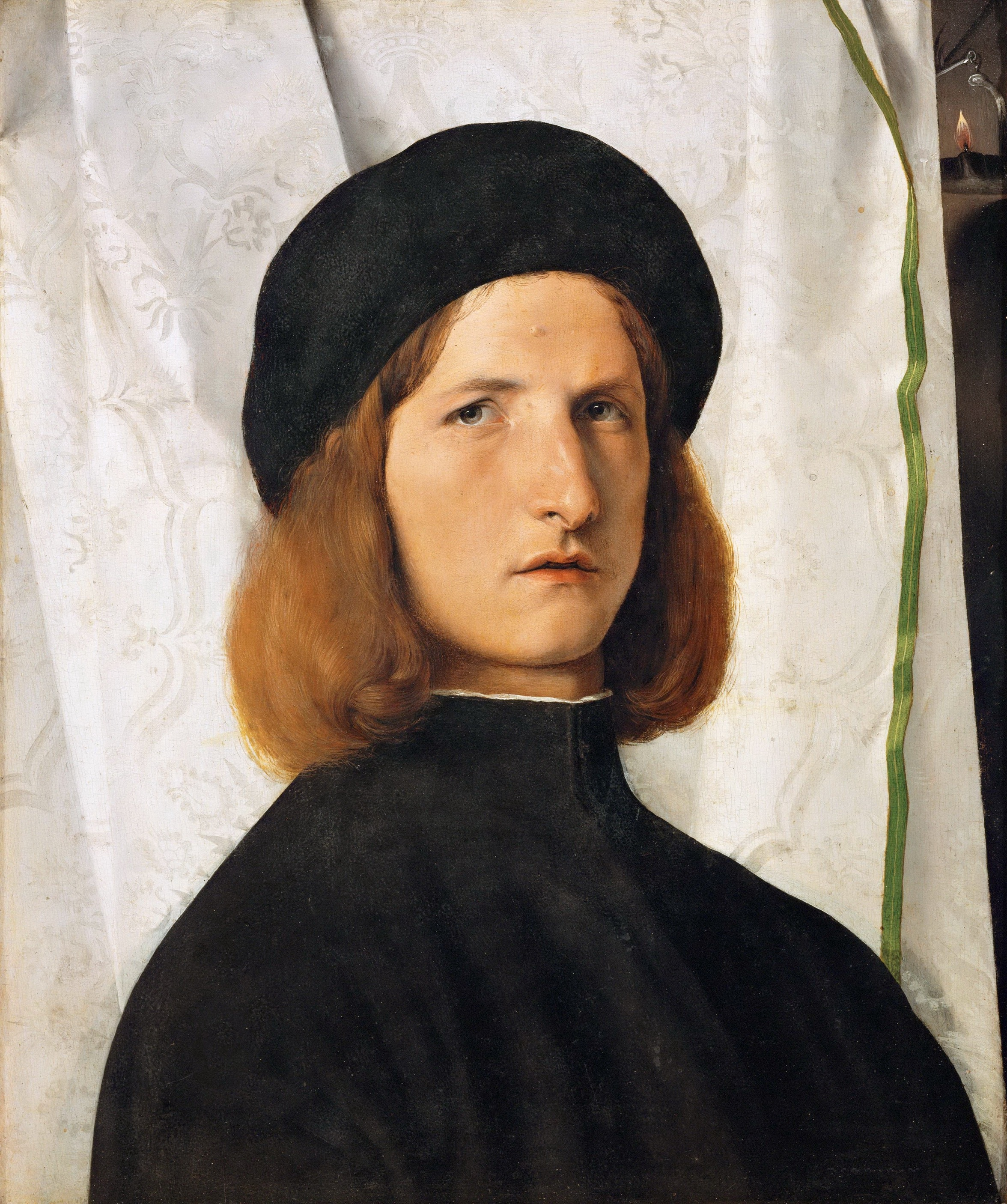
Tânăr cu felinar (c. 1506, Kunsthistorisches Museum, Viena)

Prima informație mai exactă despre artist se referă la anul 1503 când artistul lucra la Treviso, un oraș prosper aflat pe teritoriul Republicii Venețiene.
Aici își dobândește celebritatea prin portretele și tablourile sale religioase.
Sub patronajul episcopului Bernardo de’ Rossi, umanist și protector al picturii, Lotto realizează lucrări ca Alegoria virtuții și viciului (1505, Museo di Capodimonte, Napoli) și Sf Gerome în deșert (1500 sau 1506, Luvru, Paris).
În aceasta din urmă, este remarcabil contrastul dintre nuanțele stâncilor și roșul vestimentației sfântului, iar finețea detaliului demonstrează abilitățile sale de miniaturist.
Pictează primele sale piese de altar la biserica parohială St. Cristina al Tiverone (1505) și baptisteriul catedralei din Asolo (1506), picturi care există și astăzi.
În 1508 lucrează la polipticul din Recanati pentru biserica St. Domenico.
Acesta este alcătuit din șase panouri, cea mai valoroasă dintre lucrări fiind portretul Tânăr cu felinar (1508, Kunsthistorisches Museum, Viena).
Faima artistului atrage atenția lui Donato Bramante, arhitectul papal, care trecuse pe acolo în pelerinaj.
Astfel că în 1509, Lotto este invitat la Vatican să participe la ornamentarea reședinței papei Iulius al II-lea.
Frescele pictate aici nu au fost apreciate de papă, deoarece imitau stilul lui Rafael, pe atunci în plină ascensiune, drept urmare câțiva ani mai târziu au fost distruse și acoperite cu alte picturi.
În 1511 lucrează pentru confreria Buon Gesù din Iesi (provincia Ancona) pictând Coborârea în mormânt.
La scurt timp, pictează piese de altar în Recanati, o Schimbare la față (1512?, Pinacoteca Comunale, Recanati) și fresca St Vincent Ferrer  pentru biserica San Domenico.
În perioada 1513 - 1525, artistul locuiește la Bergamo.
Aici pictează un iconostas de mari dimensiuni pentru biserica dominicanilor, apoi execută numeroase comenzi din partea unor familii bogate.
De asemenea, a mai lucrat și la ornarea cu mozaic a presbiteriului bisericii Santa Maria Maggiore.

### Veneția
În 1525 se mută la Veneția, unde rămâne cinci ani.
Deși nu participă la decorarea palatului dogelui, participă activ la viața artistică venețiană, tablourile sale fiind apreciate de persoanele înstărite din regiune.
Moartea, în 1531, a pictorului Vincenzo Catena pune problema administrării moștenirii rămase, fiind înființată o comisie în acest scop.
La propunerea breslei pictorilor, alături de Tițian, și Lotto devine membru al acestei comisii.
În Veneția, Lotto mai cunoaște pe arhitectul Giovanni dal Coro (care adeseori îl va ajuta la executarea ramelor tablourilor), iar la Roma pe sculptorul și arhitectul Jacopo Sansovino, care ulterior vine la Veneția devenind arhitectul oficial al Republicii.
Sansovino îl ajută pe Lotto în vânzarea tablourilor create și chiar îl sprijină financiar.
În anii '30 ai secolului al XVI-lea, Lotto lucrează prin mai multe orașe din regiunea Marche, pentru ca în 1540 să revină la Veneția.

### Bătrânețea
În anii '40, realizările sale sunt puse în umbră de cele ale contemporanilor mai tineri, cum ar fi Giorgio Vasari și Francesco Salviati, al căror manierism era apreciat.
Căutând o viață mai liniștită, Lotto pleacă din Veneția.
Locuiește o perioadă scurtă la un văr de-al său, ca apoi, în 1542, să se stabilească pentru trei ani la Treviso.
Din nefericire, succesul îl ocolește și artistul se confruntă cu mari probleme financiare.
În 1545, se reîntoarce la Veneția, unde, în anul următor își redactează testamentul, însă pentru a doua oară, căci primul său testament îl scrisese deja în 1533, probabil inspirat de moartea lui Vincenzo Catena.
Conform acestui nou testament, toate bunurile sale materiale le încredințează fundației caritabile Ospedaletto dei Derelitti, care funcționează pe lângă biserica dominicană Santi Giovanni e Paolo din Veneția.
În 1546, artistul, confruntat de data aceasta cu probleme de sănătate, revine la Treviso.
Pleacă la Ancona în 1549, unde are de executat o comandă: pictarea frescii Înălțarea pentru biserica San Francisco alle Scale.
Situația financiară îl determină, în 1550, să pună în vânzare 46 din picturile sale, din care numai șapte reușește să vândă.
Artistul rămâne totuși acolo, deoarece are de realizat unele comenzi.
În 1552, Lotto se stabilește definitiv la Loreto, iar doi ani mai târziu se retrage la mănăstirea Santa Casa.
Deși nu depune jurământul de credință, se supune regulilor interne monahale și își modifică testamentul în favoarea mănăstirii.
Artistul se stinge din viață la sfârșitul anului 1556, sau începutul anului următor, an în care este anunțată oficial dispariția sa.
Dacă ultima perioadă a vieții o petrece în singurătate, fără a se mai bucura de atenția publicului, peste abia trei secole, opera sa se va bucura de aprecierea cuvenită.

## Capodopere

### Portretul episcopului Bernardo de’ Rossi (1505)

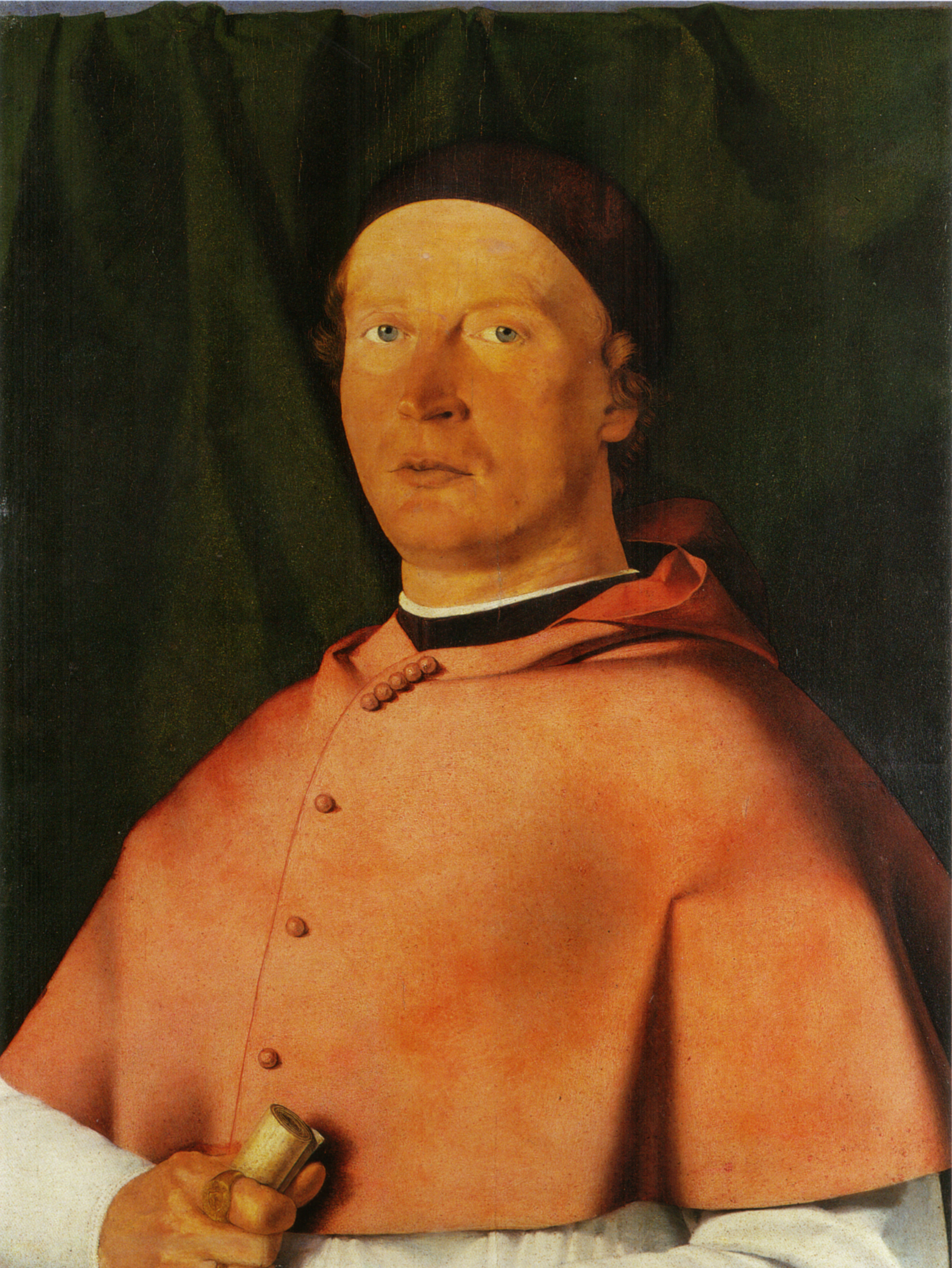
Portretul episcopului Bernardo de’ Rossi (1505)

Portretul episcopului Bernardo de’ Rossi (1505) este un portret de dimensiuni mari (54,7 x 41,3 cm) din perioada timpurie a artistului.
Episcopul, care în acea perioadă era mentorul său, este reprezentat cu capă mov, beretă neagră, iar pe degetul mâinii în care ține un sul de hârtie, un inel cu pecete în montură de argint.
Triunghiul format de conturul figurii episcopului exprimă tărie de caracter și voință.
Fața și gâtul episcopului sunt reprezentate realist, cu multă fidelitate și fără înfrumusețări.
Acest realism, precum și modul de iluminare a feței amintesc de mult de Holbein cel Tânăr, încât o perioadă s-a crezut că acesta e autorul lucrării.
De asemenea, portretul pare a fi influențat de stilul lui Giovanni Bellini și de realismul lui Antonello da Messina.

### Pietà (1508)

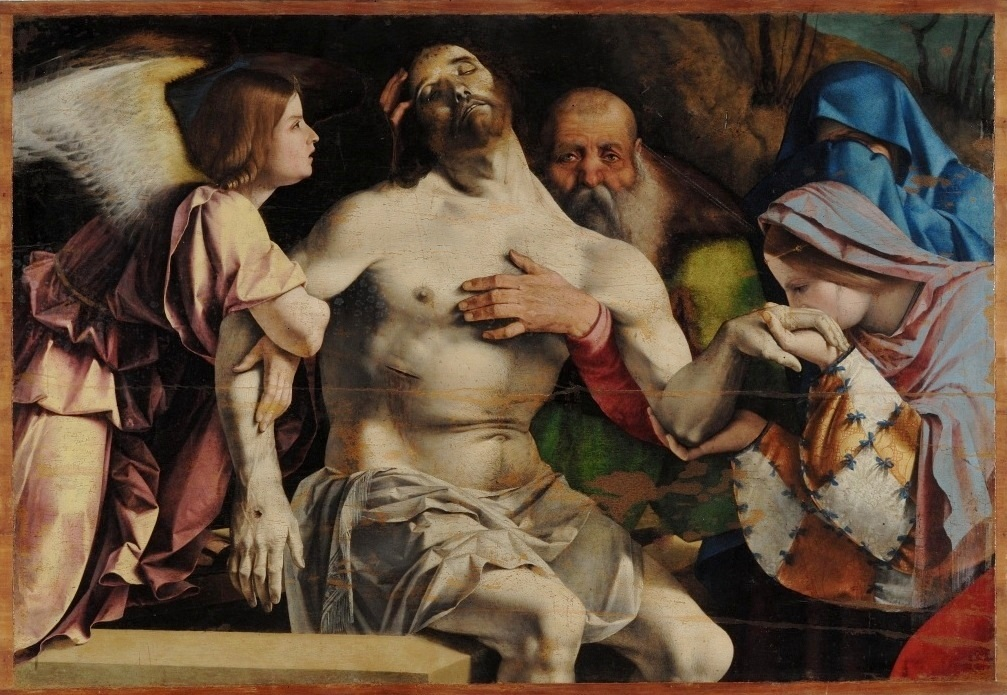
Pietà (1508)

Această lucrare face parte din polipticul realizat la comanda dominicanilor din Recanati.
Este reprezentat trupul lui Hristos, așezat la marginea mormântului și sprijinit de un înger și de Iosif.
Figura Mântuitorului este realizată cu deosebită migală prin aplicarea unui lac închis peste primul strat de vopsea foarte deschisă, după stilul lui Bellini.
Buzele ușor întredeschise atribuie o expresivitate deosebită feței lui Hristos.
Aceeași expresivitate o întâlnim și pe fețele personajelor secundare, pe al căror chip se citește vizibil suferința și afecțiunea.

### Madona cu Pruncul și sfinți (1521)

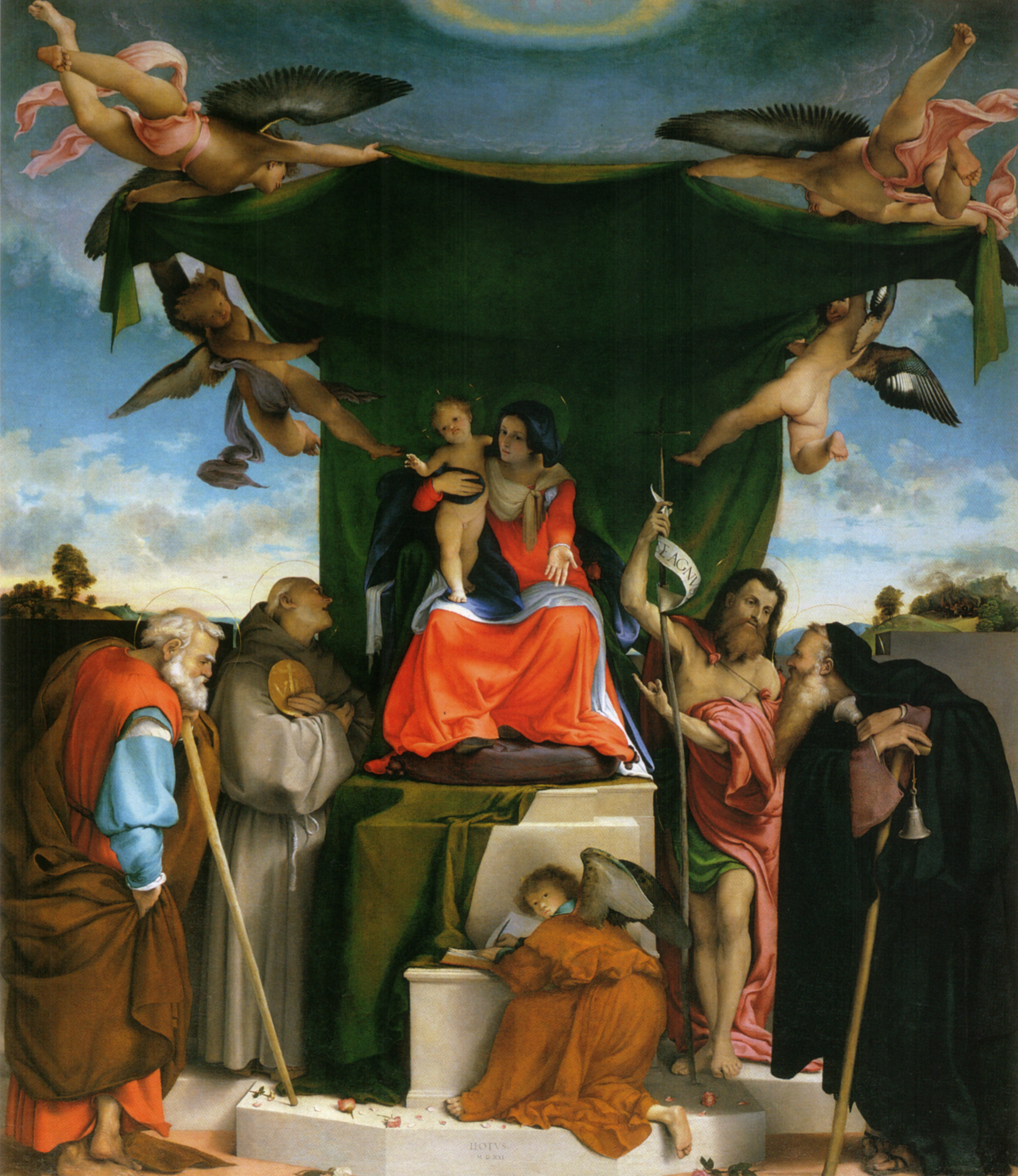
Madona cu Pruncul și sfinții

Intitulată și Madona cu baldachin, această pictură decorează și astăzi altarul bisericii San Bernardino din Bergamo.
Personajele sunt plasate pe diagonale, în a căror intersecție se află Fecioara Maria cu Pruncul.
Culoarea roșie veșmântului ei contrastează puternic cu pânza verde ce acoperă tronul și baldachinul.
Cei patru sfinți prezenți în acest tablou de la stânga la dreapta:
- Sfântul Iosif, ce se sprjină obosit pe toiagul lui de peregrin;
- Sfântul Bernard din Siena ce ține la piept o monogramă cu numele lui Hristos;
- Sfântul Ioan Botezătorul, care îl prezintă pe Hristos (Ecce Agnus Dei);
- Sfântul Anton Sihastrul, care pe lângă toiag, ține în mână și doi clopoței, simbol al primelor comunități de sihaștri.

### Buna Vestire (1534 - 1535)

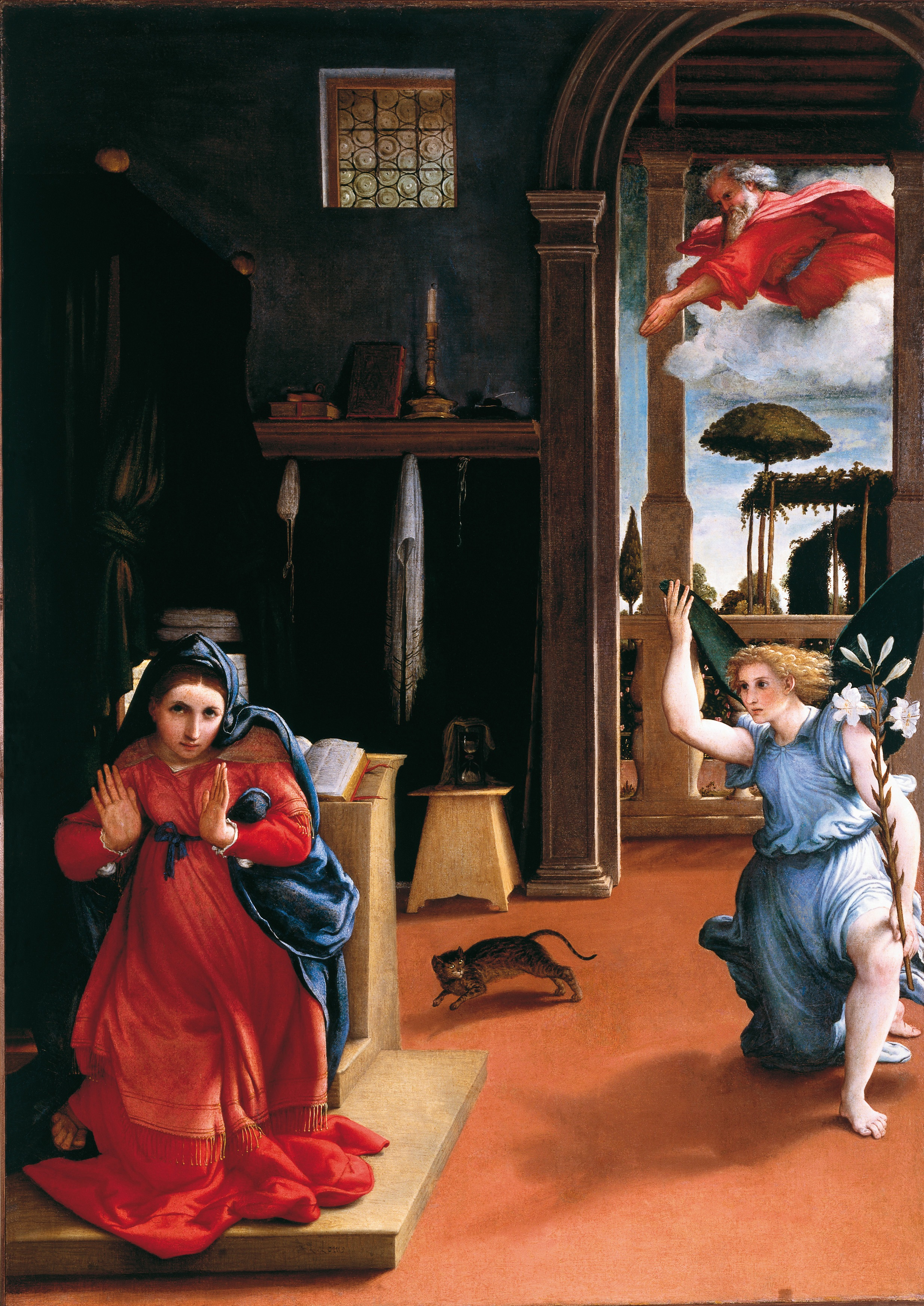
Buna Vestire (1534-1535)

Interiorul este înfățișat cu o deosebită minuțiozitate, precum în arta pictorilor flamanzi, de care Lotto era foarte interesat.
Arhanghelul Mihail ține în mână un crin alb, simbol al castității.
Ipostaza îngerului este aceea a unui cavaler medieval care aduce un omagiu cuiva.
Este interesantă postura Fecioarei Maria, care întoarce spatele spre Biblie privind către spectatori.

## Opere
- 1503: Sfânta Fecioară cu Pruncul și sfântul Petre martirul, ulei pe lemn 55 x 87 cm, Muzeul Capodimonte din Napoli;
- 1505: Portretul episcopului Bernardo de’ Rossi, ulei pe lemn, 54 x 41,  Muzeul Capodimonte;
- 1505: Alegoria viciului și a virtuții, ulei pe lemn, 56,5 x 42,2, Washington, National Gallery of Art;
- 1505: Alegoria castității, ulei pe lemn 43 x 33,7, Washington, National Gallery of Art.